# 什文喬尼斯區
什文喬尼斯區是立陶宛維爾紐斯縣内的市镇，行政中心为什文喬尼斯。市镇面積为1,692平方公里，2020年人口数量为22,932人。
约瑟夫·毕苏斯基生于此地。